# Płociczno Duże
Płociczno Duże – małe jezioro położone na skraju Borów Tucholskich (powiat starogardzki, województwo pomorskie) na obszarze wsi Płociczno.
Powierzchnia całkowita: 3,3 ha